# Alibertia obidensis
Alibertia obidensis är en måreväxtart som beskrevs av Huber. Alibertia obidensis ingår i släktet Alibertia och familjen måreväxter. Inga underarter finns listade i Catalogue of Life.